# Olympische Sommerspiele 1952/Leichtathletik – Speerwurf (Frauen)

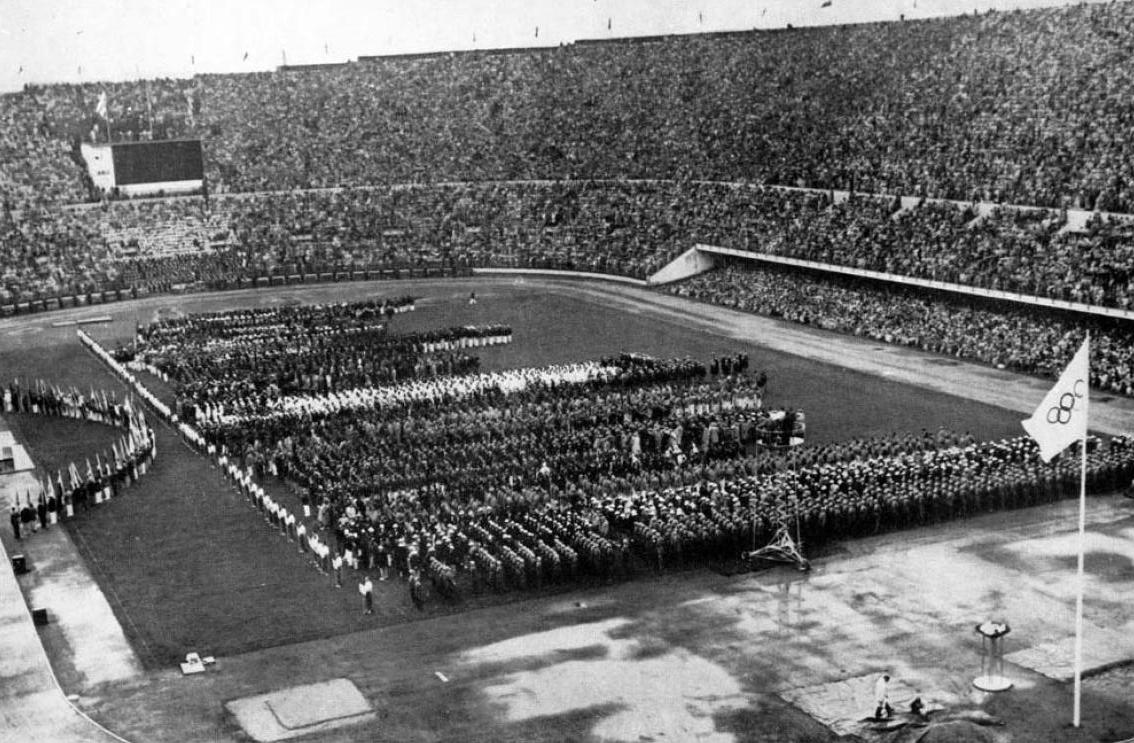
Eröffnungsfeier bei den Olympischen Spielen in Helsinki

Der Speerwurf der Frauen bei den Olympischen Spielen 1952 in Helsinki wurde am 24. Juli 1952 ausgetragen. 21 Athletinnen nahmen teil.
Olympiasiegerin wurde die Tschechoslowakin Dana Zátopková. Sie gewann vor den sowjetischen Werferinnen Alexandra Tschudina und Jelena Gortschakowa.

## Rekorde

### Bestehende Rekorde
| Weltrekord         | Natalja Smirnizkaja ( Sowjetunion) | 53,41 m | Moskau, Sowjetunion              | 5. August 1949 |
| Olympischer Rekord | Herma Bauma ( Österreich)          | 45,57 m | Finale OS London, Großbritannien | 31. Juli 1948  |

### Rekordverbesserungen
Der bestehende olympische Rekord wurde zweimal verbessert:
- 46,17 m – Alexandra Tschudina (Sowjetunion), Qualifikation am 24. Juli, erster Durchgang
- 50,47 m – Dana Zátopková (Tschechoslowakei), Finale am 24. Juli, erster Durchgang

## Durchführung des Wettbewerbs
21 Teilnehmerinnen traten am 24. Juli zu einer Qualifikationsrunde an, die Qualifikationsweite betrug 38,00 Meter, die wohl etwas zu niedrig angesetzt war, denn nur vier Wettbewerberinnen schieden aus. Siebzehn Athletinnen – hellblau unterlegt – qualifizierten sich für das Finale, das sie am Nachmittag desselben Tages bestritten. Das Finalfeld, für das die Mindestzahl von zwölf Sportlerinnen vorgesehen war, musste so nicht weiter aufgefüllt werden.
Die in dieser Qualifikation erzielten Resultate wurden nicht für das Finale mitgewertet.
Im Finale hatten alle Teilnehmerinnen zunächst drei Versuche. Die sechs besten Athletinnen konnten dann drei weitere Würfe tätigen.

## Zeitplan
24. Juli, 11:30 Uhr: Qualifikation

24. Juli, 16:45 Uhr: Finale

## Legende
Kurze Übersicht zur Bedeutung der Symbolik – so üblicherweise auch in sonstigen Veröffentlichungen verwendet:
| – | verzichtet |
| x | ungültig   |

## Qualifikation
Datum: 24. Juli 1952, 11:30 Uhr
| Platz | Name                | Nation           | 1. Versuch | 2. Versuch | 3. Versuch | Resultat | Anmerkung |
| ----- | ------------------- | ---------------- | ---------- | ---------- | ---------- | -------- | --------- |
| 01    | Alexandra Tschudina | Sowjetunion      | 46,17 m OR | –          | –          | 46,17 m  | OR        |
| 02    | Galina Sybina       | Sowjetunion      | 45,95 m    | –          | –          | 45,95 m  |           |
| 03    | Dana Zátopková      | Tschechoslowakei | 45,57 m    | –          | –          | 45,57 m  |           |
| 04    | Jelena Gortschakowa | Sowjetunion      | 45,18 m    | –          | –          | 45,18 m  |           |
| 05    | Marlies Müller      | BR Deutschland   | 44,99 m    | –          | –          | 44,99 m  |           |
| 06    | Jutta Neumann       | BR Deutschland   | 43,43 m    | –          | –          | 43,43 m  |           |
| 07    | Herma Bauma         | Österreich       | 37,10 m    | 43,07 m    | –          | 43,07 m  |           |
| 08    | Marjorie Larney     | USA              | 41,44 m    | –          | –          | 41,44 m  |           |
| 09    | Inge Bausenwein     | BR Deutschland   | 000x       | x          | 40,53 m    | 40,53 m  |           |
| 10    | Anni Rättyä         | Finnland         | 36,74 m    | 40,47 m    | –          | 40,47 m  |           |
| 11    | Estrella Puente     | Uruguay          | 000x       | x          | 40,10 m    | 40,10 m  |           |
| 12    | Maria Ciach         | Polen            | 39,96 m    | –          | –          | 39,96 m  |           |
| 13    | Lily Carlstedt      | Dänemark         | 39,61 m    | –          | –          | 39,61 m  |           |
| 14    | Diane Coates        | Großbritannien   | 39,45 m    | –          | –          | 39,45 m  |           |
| 15    | Ada Turci           | Italien          | 39,31 m    | –          | –          | 39,31 m  |           |
| 16    | Elsa Torikka        | Finnland         | 37,38 m    | 39,27 m    | –          | 39,27 m  |           |
| 17    | Kaisa Parviainen    | Finnland         | 000x       | 37,38 m    | 39,10 m    | 39,10 m  |           |
| 18    | Gerda Martín        | Chile            | 000x       | 36,94 m    | 35,05 m    | 36,94 m  |           |
| 19    | Amalia Yubi         | Mexiko           | 33,05 m    | 33,51 m    | 35,59 m    | 35,59 m  |           |
| NM    | Gerda Staniek       | Österreich       | 000x       | x          | x          | 00ogV    |           |
| NM    | Edith Thomas        | Chile            | 000x       | x          | x          | 00ogV    |           |

## Finale und Endresultat
Datum: 24. Juli 1952, 16:45 Uhr
| Platz | Name                | Nation           | 1. Versuch | 2. Versuch | 3. Versuch | 4. Versuch                                   | 5. Versuch                                   | 6. Versuch                                   | Endresultat | Anmerkung |
| ----- | ------------------- | ---------------- | ---------- | ---------- | ---------- | -------------------------------------------- | -------------------------------------------- | -------------------------------------------- | ----------- | --------- |
| 1     | Dana Zátopková      | Tschechoslowakei | 50,47 m OR | 41,34 m    | 46,28 m    | 43,45 m                                      | 45,62 m                                      | 47,63 m                                      | 50,47 m     | OR        |
| 2     | Alexandra Tschudina | Sowjetunion      | 46,71 m    | 45,20 m    | 47,50 m    | x                                            | 49,61 m                                      | 50,01 m                                      | 50,01 m     |           |
| 3     | Jelena Gortschakowa | Sowjetunion      | 46,67 m    | 49,76 m    | 48,27 m    | 45,28 m                                      | 43,10 m                                      | 43,28 m                                      | 49,76 m     |           |
| 4     | Galina Sybina       | Sowjetunion      | 44,86 m    | 48,35 m    | 47,24 m    | 47,94 m                                      | 47,81 m                                      | 45,95 m                                      | 48,35 m     |           |
| 5     | Lily Carlstedt      | Dänemark         | 46,23 m    | 40,90 m    | 45,30 m    | 42,38 m                                      | 44,82 m                                      | 44,77 m                                      | 46,23 m     |           |
| 6     | Marlies Müller      | BR Deutschland   | 000x       | 44,37 m    | x          | 43,21 m                                      | x                                            | 43,08 m                                      | 44,37 m     |           |
|       |                     |                  |            |            |            |                                              |                                              |                                              |             |           |
| 7     | Maria Ciach         | Polen            | 42,55 m    | 43,53 m    | 44,31 m    | nicht im Finale der besten sechs Werferinnen | nicht im Finale der besten sechs Werferinnen | nicht im Finale der besten sechs Werferinnen | 44,31 m     |           |
| 8     | Jutta Neumann       | BR Deutschland   | 44,30 m    | 42,17 m    | 41,77 m    | nicht im Finale der besten sechs Werferinnen | nicht im Finale der besten sechs Werferinnen | nicht im Finale der besten sechs Werferinnen | 44,30 m     |           |
| 9     | Herma Bauma         | Österreich       | 42,54 m    | 42,27 m    | 41,13 m    | nicht im Finale der besten sechs Werferinnen | nicht im Finale der besten sechs Werferinnen | nicht im Finale der besten sechs Werferinnen | 42,54 m     |           |
| 10    | Estrella Puente     | Uruguay          | 39,41 m    | 41,44 m    | –          | nicht im Finale der besten sechs Werferinnen | nicht im Finale der besten sechs Werferinnen | nicht im Finale der besten sechs Werferinnen | 41,44 m     |           |
| 11    | Ada Turci           | Italien          | 41,15 m    | 41,20 m    | 40,03 m    | nicht im Finale der besten sechs Werferinnen | nicht im Finale der besten sechs Werferinnen | nicht im Finale der besten sechs Werferinnen | 41,20 m     |           |
| 12    | Inge Bausenwein     | BR Deutschland   | 41,16 m    | 39,60 m    | 39,55 m    | nicht im Finale der besten sechs Werferinnen | nicht im Finale der besten sechs Werferinnen | nicht im Finale der besten sechs Werferinnen | 41,16 m     |           |
| 13    | Marjorie Larney     | USA              | 000x       | 40,58 m    | 36,04 m    | nicht im Finale der besten sechs Werferinnen | nicht im Finale der besten sechs Werferinnen | nicht im Finale der besten sechs Werferinnen | 40,58 m     |           |
| 14    | Anni Rättyä         | Finnland         | 40,33 m    | 38,85 m    | 40,56 m    | nicht im Finale der besten sechs Werferinnen | nicht im Finale der besten sechs Werferinnen | nicht im Finale der besten sechs Werferinnen | 40,56 m     |           |
| 15    | Diane Coates        | Großbritannien   | 40,17 m    | 39,28 m    | 38,55 m    | nicht im Finale der besten sechs Werferinnen | nicht im Finale der besten sechs Werferinnen | nicht im Finale der besten sechs Werferinnen | 40,17 m     |           |
| 16    | Kaisa Parviainen    | Finnland         | 38,03 m    | 39,82 m    | x          | nicht im Finale der besten sechs Werferinnen | nicht im Finale der besten sechs Werferinnen | nicht im Finale der besten sechs Werferinnen | 39,82 m     |           |
| 17    | Elsa Torikka        | Finnland         | 39,58 m    | x          | 36,73 m    | nicht im Finale der besten sechs Werferinnen | nicht im Finale der besten sechs Werferinnen | nicht im Finale der besten sechs Werferinnen | 39,58 m     |           |

Die sowjetischen Werferinnen galten als die Favoritinnen. Sie belegten die Plätze eins bis drei der Weltjahresbestenliste. Ganz vorne mit 48,59 m lag Galina Sybina, die zwei Tage nach dem Speerwurffinale Olympiasiegerin im Kugelstoßen wurde.
Doch das Finale wurde von der Tschechoslowakin Dana Zátopková, Vierte der Weltjahresbestenliste, mit einem neuen Olympiarekord eröffnet. Eine halbe Stunde zuvor hatte ihr Ehemann Emil Zátopek die Goldmedaille über 5000 Meter gewonnen. Zátopkovás Speer flog auf 50,47 m. Diese Weite wurde von keiner anderen Athletin erreicht. Die drei Sowjetrussinnen belegten die Plätze hinter Zátopková. Dabei gelang Alexandra Tschudina im letzten Durchgang ebenfalls ein Wurf über die 50-Meter-Marke. Jelena Gortschakowa errang knapp dahinter die Bronzemedaille vor der bis dahin Weltjahresbesten Galina Sybina.
Der Wettbewerb stand damit insgesamt auf einem sehr hohen Niveau. Die Olympiasiegerin der letzten Spiele Herma Bauma aus Österreich belegte am Ende ihrer Karriere hier Platz neun. Sie war bei den Olympischen Spielen 1936 in Berlin bereits dabei gewesen und hatte damals Rang vier erreicht.
Emil Zátopek und Dana Zátopková waren das erste Ehepaar, das bei Olympischen Spielen am selben Tag jeweils eine olympische Goldmedaille errang.

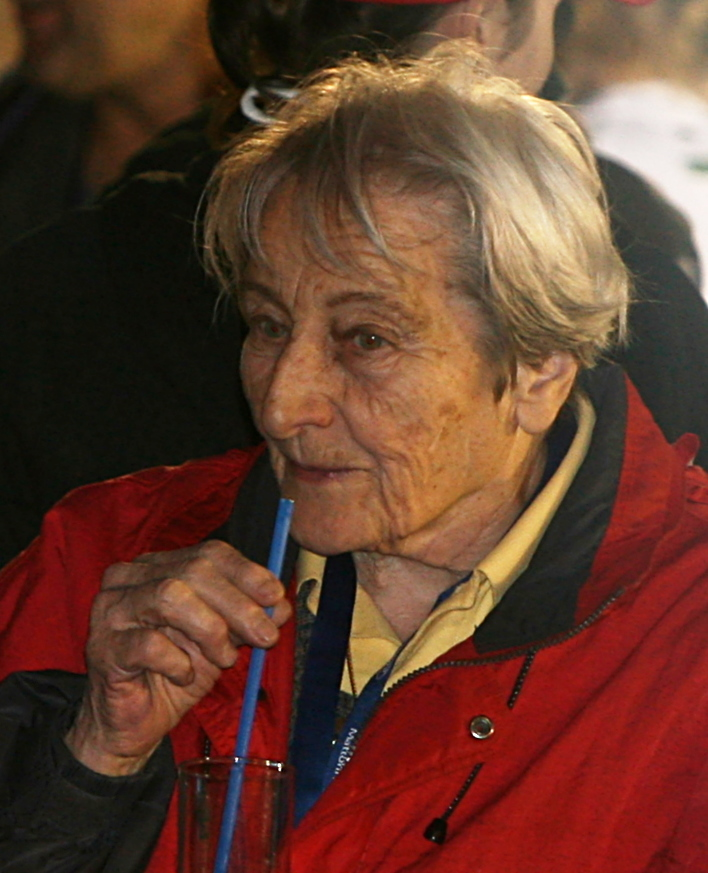
Olympiasiegerin Dana Zátopková (hier im Jahr 2007)
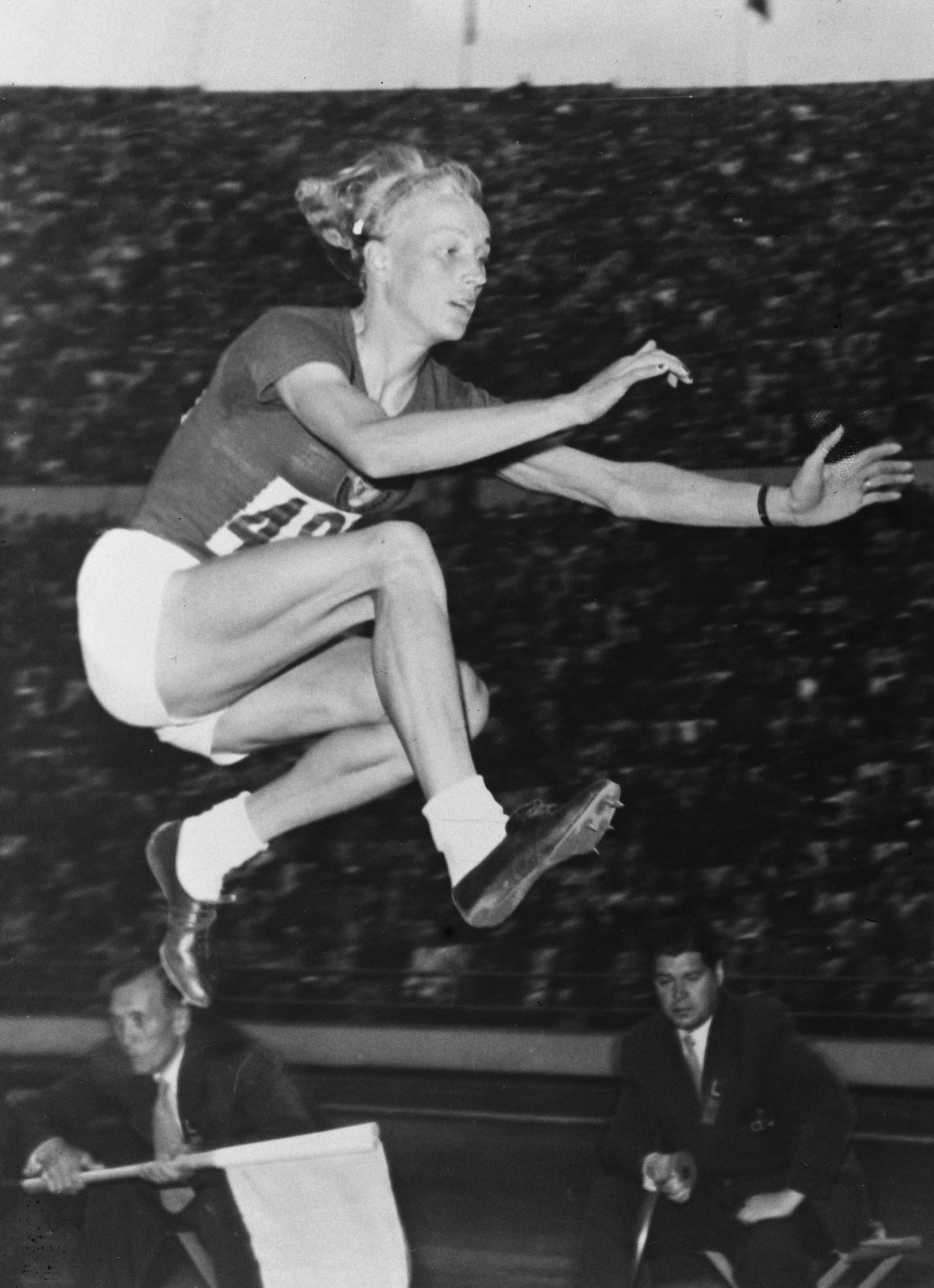
Schon am Tag zuvor hatte Alexandra Tschudina im Weitsprung wie hier im Speerwurf Silber gewonnen – drei Tage später gab es noch Bronze für sie im Hochsprung
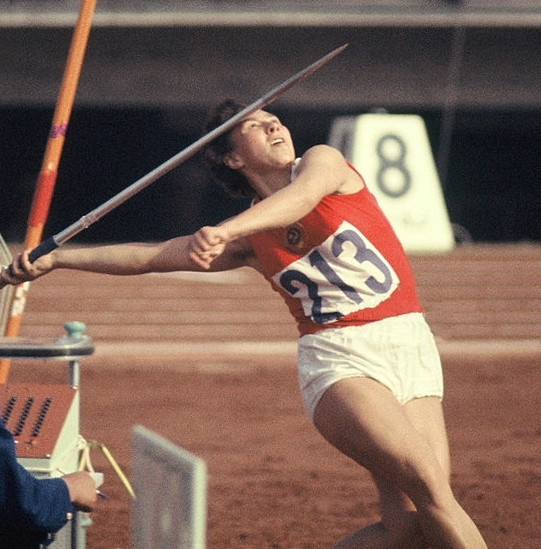
Wie zwölf Jahre später bei den Olympischen Spielen in Tokio errang Jelena Gortschakowa Bronze, 1964 in Tokio gelang ihr in der Qualifikation mit 62,40 m ein neuer Weltrekord

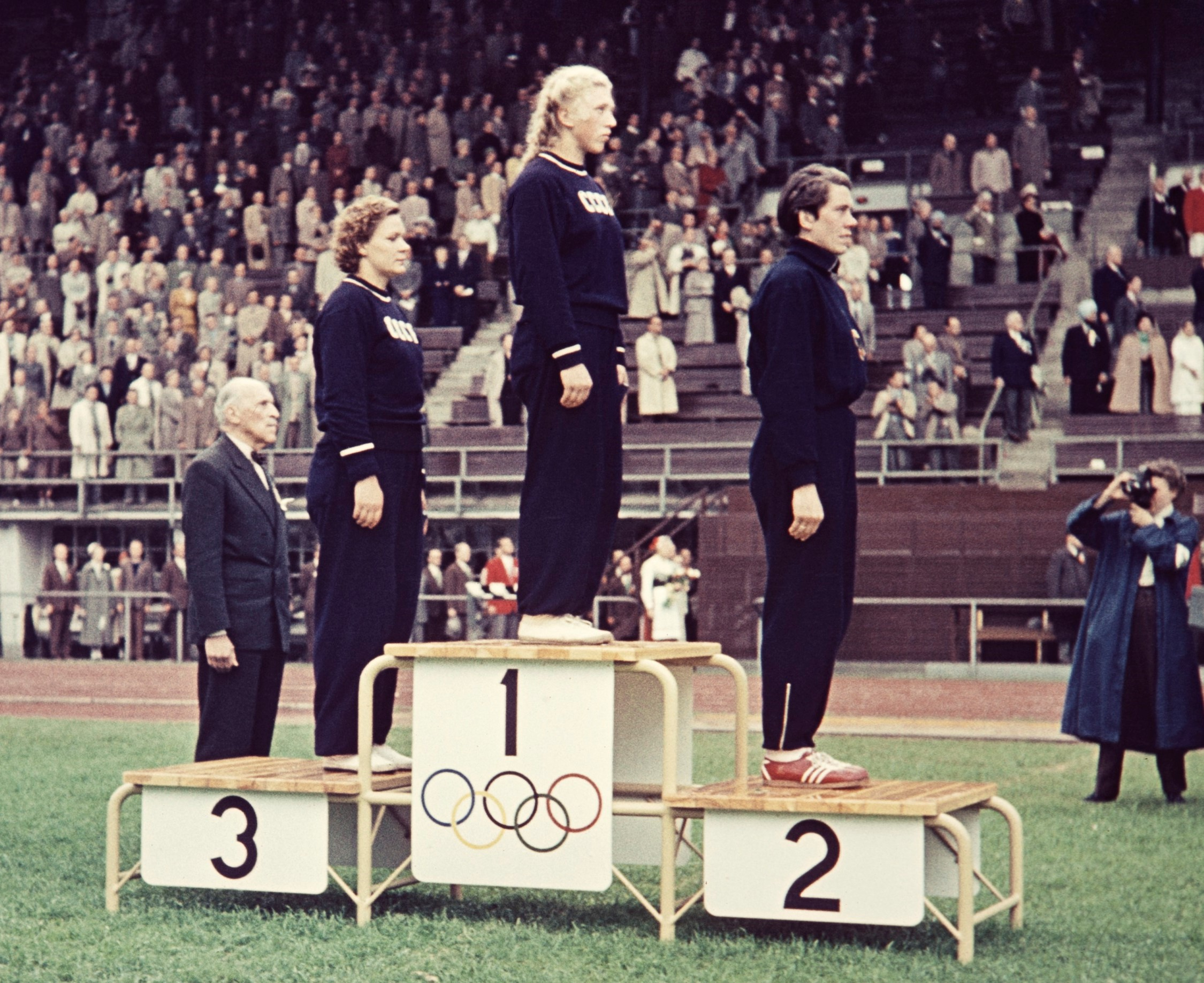
Galina Sybina (hier zwei Tage später als Goldmedaillengewinnerin bei der Kugelstoß-Siegerehrung) belegte Rang vier
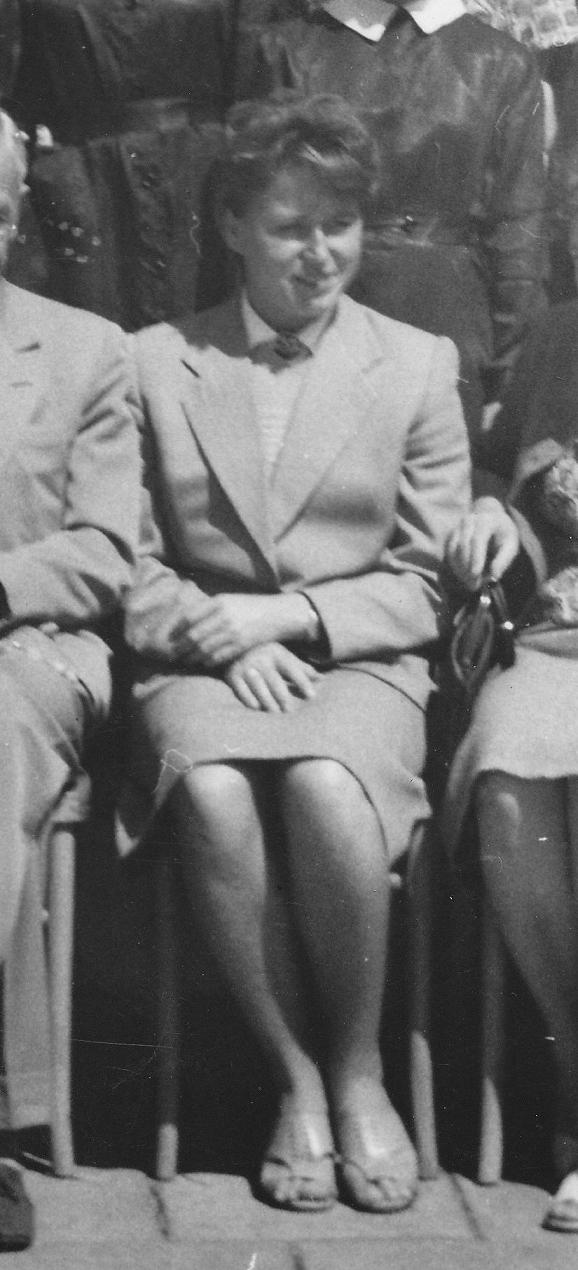
Die siebtplatzierte Maria Ciach
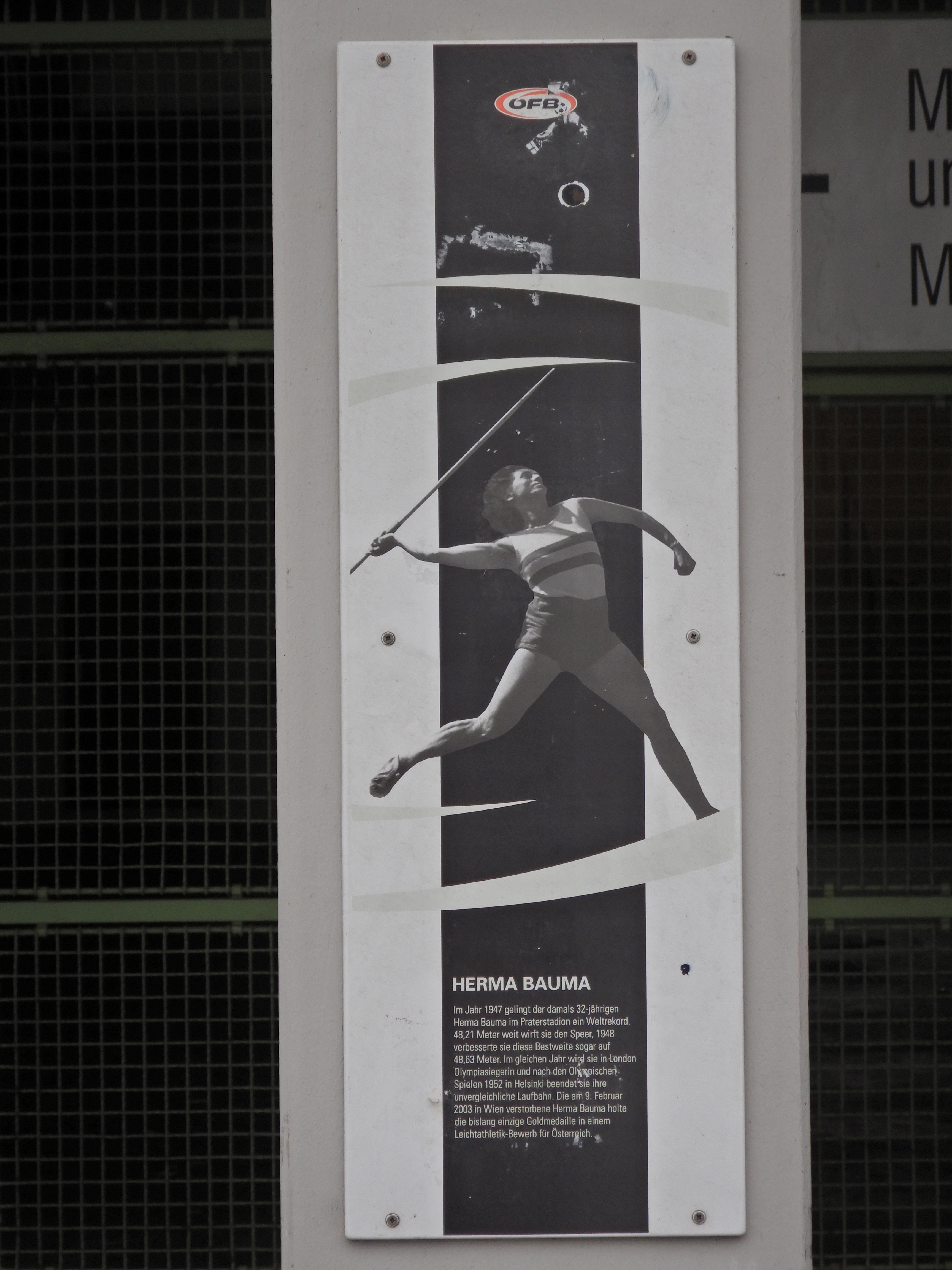
Herma Bauma (hier auf einer Gedenktafel in Wien) – 1936 Olympiavierte und 1948 Olympiasiegerin – kam hier auf den neunten Platz

## Videolinks
- Dana Ingrová Wins Women's Javelin Gold - Helsinki 1952 Olympics, youtube.com, abgerufen am 11. August 2021
- Helsinki 1952 | DANA ZATOPKOVA | Javelin | Athletics | Olympic Games | 1B, youtube.com, abgerufen am 11. August 2021